# Comuna Viktorivka, Șîreaieve
Viktorivka (în ucraineană Вікторівка) este o comună în raionul Șîreaieve, regiunea Odesa, Ucraina, formată din satele Mariivka și Viktorivka (reședința).

## Demografie
Componența lingvistică a comunei Viktorivka
     Ucraineană (95,25%)
     Română (2,89%)
     Rusă (1,04%)
     Alte limbi (0,12%)
Conform recensământului din 2001, majoritatea populației comunei Viktorivka era vorbitoare de ucraineană (95,25%), existând în minoritate și vorbitori de română (2,89%) și rusă (1,04%).